# Frizon
Frizon là một xã, nằm ở tỉnh Vosges trong vùng Grand Est của Pháp. Xã này có diện tích 11,75 km², dân số năm 1999 là 377 người. Xã này nằm ở khu vực có độ cao trung bình 320 m trên mực nước biển.
Dân địa phương tiếng Pháp gọi là Frizonnais ou les Tambois.

## Biến động dân số
| Năm | 1962 | 1968 | 1975 | 1982 | 1990 | 1999 |
| --- | ---- | ---- | ---- | ---- | ---- | ---- |
| Dân số | 320  | 373  | 400  | 397  | 430  | 377  |
| From the year 1962 on: No double counting—residents of multiple communes (e.g. students and military personnel) are counted only once. |      |      |      |      |      |      |